# Placówka Straży Celnej „Tarachy”

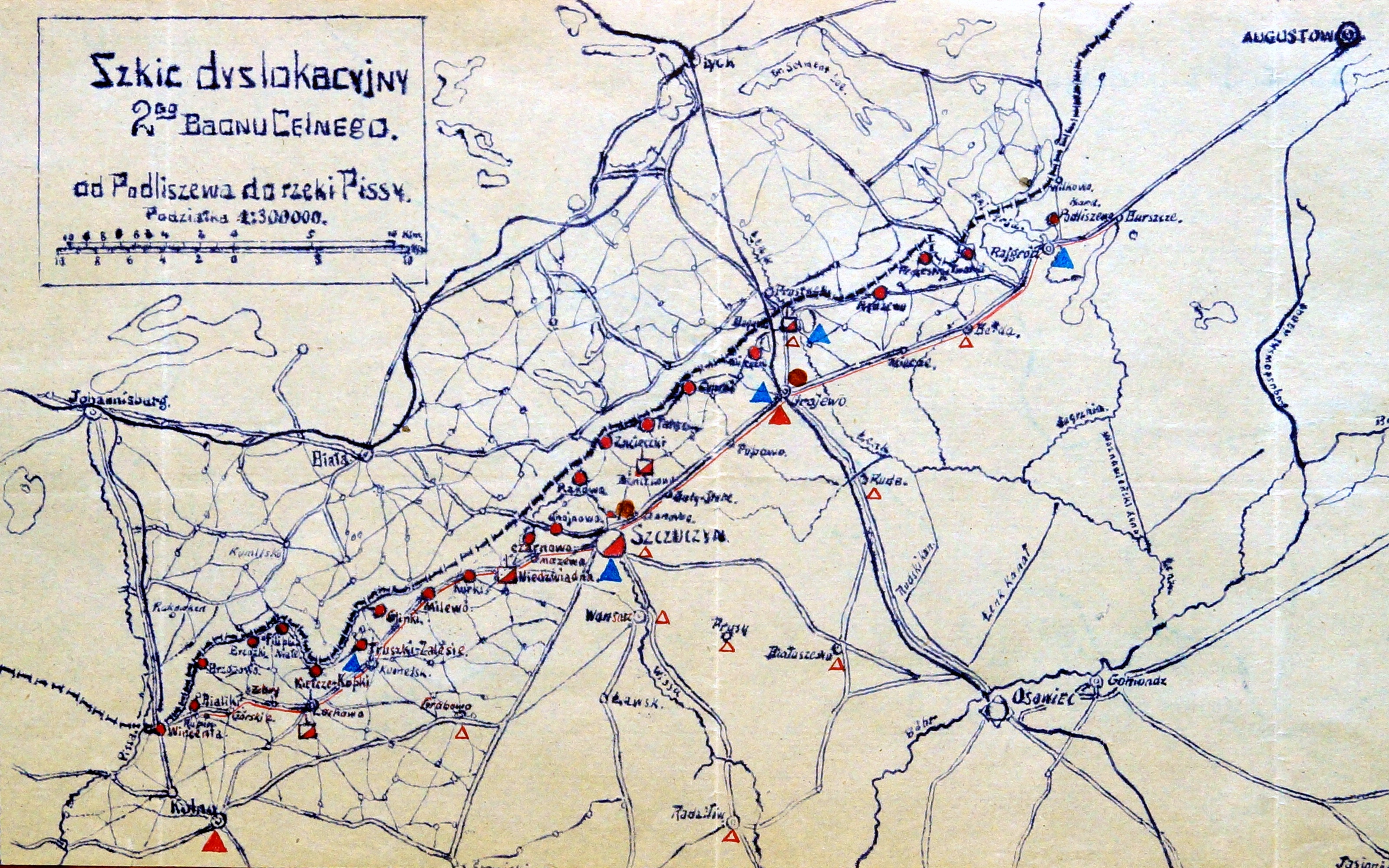
Szkic 2 batalionu celnego w 1921

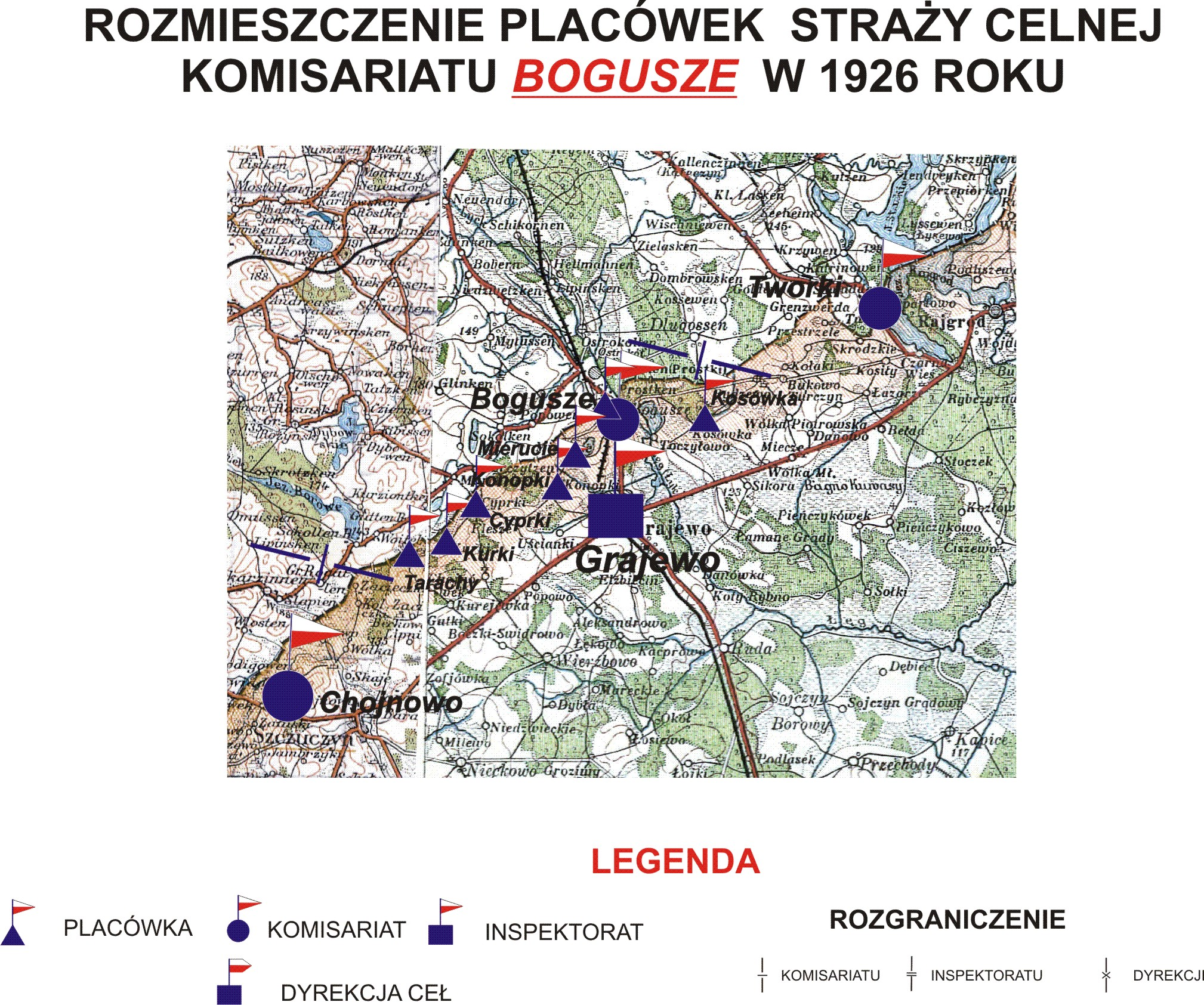
Rozmieszczenie placówek SC komisariatu "Bogusze" w 1926 roku

Placówka Straży Celnej „Tarachy” – jednostka organizacyjna Straży Celnej pełniąca w okresie międzywojennym służbę ochronną na granicy polsko-niemieckiej.

## Geneza
23 września 1920 roku w Tarachach stacjonowała placówka 3 szwadronu 6 pułku strzelców granicznych. Z końcem roku formację Strzelców Granicznych rozwiązano, a jej miejsce zajęły bataliony wartownicze, przekształcone wiosną 1921 w Bataliony Celne. W 1921 roku w Bęćkowie stacjonował sztab 2 kompanii 2 batalionu celnego. Kompania wystawiała między innymi placówkę w Tarachach. 

## Formowanie i zmiany organizacyjne
Na wniosek Ministerstwa Skarbu, uchwałą z 10 marca 1920 roku, powołano do życia Straż Celną. Od połowy 1921 roku jednostki Straży Celnej rozpoczęły przejmowanie odcinków granicy od pododdziałów Batalionów Celnych. W 1921 roku w Bęćkowie stacjonował sztab 2 kompanii 2 batalionu celnego. Kompania wystawiała między innymi placówkę w Tarachach. Proces tworzenia Straży Celnej trwał do końca 1922 roku. Placówka Straży Celnej „Tarachy” weszła w podporządkowanie komisariatu Straży Celnej „Bogusze” z Inspektoratu SC „Grajewo”.
W drugiej połowie 1927 roku przystąpiono do gruntownej reorganizacji Straży Celnej. W praktyce skutkowało to rozwiązaniem tej formacji granicznej. Ochronę północnej, zachodniej i południowej granicy państwa przejęła powołana z dniem 2 kwietnia 1928 roku Straż Graniczna. W strukturach nowo powstałej formacji nie odtworzono placówki „Tarachy”.

## Służba graniczna
Sąsiednie placówki
- placówka Straży Celnej „Kurki I” ⇔ placówka Straży Celnej „Zacieczki” – 1926[12]

## Funkcjonariusze placówki
Kierownicy placówki
| stopień  | imię i nazwisko, numer | okres pełnienia służby | kolejne stanowisko |
| -------- | ---------------------- | ---------------------- | ------------------ |
| strażnik | Stefan Poraszka (95)   | był w 1926             |                    |

Obsada personalna placówki w 1926:
- strażnik Stefan Poraszka (95)